# Digimon Savers THE MOVIE Kyūkyoku Pawā! Bāsuto Mōdo Hatsudō!!
Digimon Savers THE MOVIE Kyūkyoku Pawā! Bāsuto Mōdo Hatsudō!! (デジモンセイバーズ THE MOVIE 究極パワー！ バーストモード発動！? lett. "Digimon Savers THE MOVIE: Potere definitivo! Attivazione della Burst Mode!!") è un cortometraggio d'animazione giapponese del 2006 prodotto da Toei Animation e diretto da Tatsuya Nagamine. È il nono film di Digimon ed è legato alla serie televisiva anime del 2006 Digimon Savers.

## Trama
Il film inizia con Agumon, Gaomon e Lalamon, i cui partner sono precipitati in un sonno incantato insieme al resto della popolazione della città a causa di una misteriosa pianta rampicante spinosa che poco prima si era velocemente avviluppata intorno a tutta la città. Mentre i Digimon si fanno strada nella città silenziosa si imbattono in un gruppo composto da numerosi Goblimon con a capo un Orghemon, il quale sta attaccando una giovane ragazza. I tre spaventano i Goblimon e la ragazza, Rhythm, rivela di essere in realtà un Digimon e che l'incantesimo della pianta che ha addormentato l'intera città è opera di un Digimon di nome Algomon. Il quartetto quindi si prepara al confronto con il nemico nella sua tana, nascosta in cima ad un grattacielo.
Sulla strada verso il castello, Gaomon rimane indietro a trattenere un esercito di Goblimon. Anche Lalamon rimane indietro per fronteggiare uno stormo di Pipismon, ma non prima di aver trasportato in volo Agumon e Rhythm nei pressi della tana di Algomon. Algomon inizialmente sembra essere troppo forte perché Agumon possa fronteggiarlo, ma un attacco di quest'ultimo riesce a metterlo temporaneamente fuori gioco: tuttavia, Algomon riesce a evolvere nella sua forma di livello Definitivo e capovolge nuovamente le sorti della battaglia. Quando Agumon sta per rinunciare dopo essere stato malmenato dalla nuova forma di Algomon, ricorda come Masaru non si sia mai arreso a prescindere da ogni circostanza e questa determinazione riesce a liberare il ragazzo dal coma. Masaru arriva dunque sul luogo dello scontro e colpisce Argomon con il suo pugno per attivare la sua Digisoul, facendo quindi evolvere Agumon in ShineGreymon. Nonostante riesca a destreggiarsi meglio contro Algomon, ShineGreymon non è però ancora abbastanza forte per poter vincere la battaglia: Algomon riesce anche a spezzare la sua GeoGrey Sword. Nonostante questo, Masaru diventa più determinato ed evoca l'evoluzione Burst, la quale si unisce al fortissimo desiderio di Rhythm che ShineGreymon vinca. Grazie a questo, ShineGreymon evolve in ShineGreymon Burst Mode e trafigge il petto di Algomon con la sua spada, eliminando il Digimon malvagio. Dopo la battaglia Rhythm dà un bacio ad Agumon e torna nel Mondo Digitale.

## Distribuzione

### Giappone
Il film è stato distribuito in Giappone il 9 dicembre 2006.